# Arachniodes rigidissima
Arachniodes rigidissima là một loài thực vật có mạch trong họ Dryopteridaceae. Loài này được (Hook.) Proctor miêu tả khoa học đầu tiên năm 1965.